# Tara (zdrojnice Driny)
Tara (srbsky Тара) je řeka v Černé Hoře a částečně také tvoří její hranici s Bosnou a Hercegovinou v regionu Foča. Je 144 km dlouhá.

## Popis toku
Řeka vzniká soutokem menších říček Ospanica a Verusa v Dinárských Alpách, v Černé Hoře. Protéká vápencovým kaňonem, který je 78 km dlouhý a někde i 1 300 m hluboký. Kaňon je chráněný jako biosférická rezervace, zároveň i jako světové přírodní dědictví UNESCO (v rámci národního parku Durmitor). Nedaleko od pohoří Durmitor je přemostěna velikým obloukovým mostem; ve své době nejdelším na světě. Závěrečnou částí svého toku tvoří hranici s Bosnou a Hercegovinou, kde se do ní zleva vlévá řeka Piva a vzniká tak Drina, která teče na sever do Sávy.

## Zajímavosti
Podle řeky Tara je pojmenován známý mezinárodní vlak jezdící mezi srbským Bělehradem a černohorským letoviskem Bar ležícím u pobřeží Jaderského moře.